# Escut de Benaixeve
L'escut de Benaixeve és un símbol representatiu oficial del municipi valencià de Benaixeve (els Serrans). Té el següent blasonament:
| « | Escut quadrilong de punta redona, truncat. Al primer, d'atzur, una torre d'església d'or sobre ones d'argent i d'atzur. Al segon, losanjat d'or i d'atzur; en cada losange d'atzur, un escudet d'or. Per timbre, una corona reial oberta. | » |

## Història
Resolució del 27 de juny de 2002, del conseller de Justícia i Administracions Públiques. Publicat en el DOGV núm. 4.328, del 4 de setembre de 2002.
La torre de l'església damunt les ones representa l'antic poble vora el Túria, negat per les aigües del pantà; l'església està dedicada a la Immaculada Concepció. La segona partició de l'escut presenta les armes dels Vilanova, antics senyors de Benaixeve.